# فرودگاه آروایخیر
فرودگاه آروایخیر (به انگلیسی: Arvaikheer Airport) یک فرودگاه نظامی و غیرنظامی با کد یاتا AVK است که یک باند فرود چمن دارد و طول باند آن ۲۳۰۰ متر است. این فرودگاه در شهر آروایخیر کشور مغولستان قرار دارد .

## شرکت‌های هواپیمایی و مقصدهای پروازی
| شرکت‌های هواپیمایی      | مقصدهای پروازی      |
| ---------------------- | ------------------- |
| میات مونگولین ایرلاینز | بویانت-اوخا، آلتایی |